# Fatima Varhos
Fatima Maria Varhos, född 26 december 1976 i Ösmo, är en svensk film- och TV-producent. Hon arbetar ofta i par med Frida Asp och tillsammans driver de produktionsbolaget Asp Varhos.

## Biografi
Fatima Varhos är uppväxt i Uppsala där hennes mor arbetade på socialtjänsten och i Marbella där hennes far drev lyxkrog.
Hon producerade sin första kortfilm Vanya vet år 2006. Den bygger på Jonas Hassen Khemiris novell och regisserades av Fredrik Edfeldt. Varhos arbetade även som linjeproducent på Edfeldts långfilm Flickan från 2009. Filmen tilldelades flera priser. År 2013 samarbetade de en tredje gång när Farho producerade Edfeldts långfilm Faro.
2010 regisserade Varhos sin första dokumentärfilm The plan, om en rad människor som brinner för att rädda planeten.
Varhos var rådgivare och researcher på Göran Hugo Olssons dokumentärer Am I Black Enough for You (2009) och The Black Power Mixtape 1967–1975 från 2011.
Vid sidan av producerandet har Varhos arbetat för SVT, både som journalist, programledare för UR:s serie Världens språk, och producent för kulturprogrammet Kobra. På Kobra mötte hon journalisten Jane Magnusson som hon kom att fortsätta att samarbeta med. Tillsammans utvecklade de TV-serien Bergmans video liksom dokumentären med samma namn från 2013. Hon har även producerat SVT:s kortfilmsserie Bergman revisited från 2018.
Varhos har arbetat med utveckling av flera tv-serier till exempel Bonusfamiljen på SVT och Fartblinda på TV4 (2019). Tillsammans med Frida Asp producerade hon den första svenska originalserien på Netflix, Störst av allt  som bygger på Malin Persson Giolitos roman med samma namn. För Netflix har de även producerat Kärlek & anarki samt Barracuda Queens.
Efter att ha varit anställd som utvecklingschef för dramaprogram och producent på produktionsbolaget FLX grundade hon år 2021 produktionsbolaget Asp Varhos tillsammans med Frida Asp.
Hon är gift och har barn med filmskaparen Göran Hugo Olsson och tillsammans är de bosatta på Södermalm.

## Filmografi i urval
- 2006 – Vanya vet
- 2009 – Flickan
- 2010 – The plan (regi)
- 2013 – Faro
- 2013 – Bergmans video (TV-serie)
- 2019–2021 – Bonusfamiljen (TV-serie)
- 2019 – Fartblinda (TV-serie)
- 2019 – Störst av allt (TV-serie)
- 2020–2022 – Kärlek & anarki (TV-serie)
- 2020 – Se upp för Jönssonligan
- 2021 – Den osannolika mördaren (TV-serie)
- 2021 – Folk med ångest (TV-serie)
- 2023 – Barracuda Queens (TV-serie)
- 2024 – I dina händer (TV-serie)